# Thomsonisca indica
Thomsonisca indica är en stekelart som beskrevs av Hayat 1970. Thomsonisca indica ingår i släktet Thomsonisca och familjen sköldlussteklar. Inga underarter finns listade i Catalogue of Life.